# SONGS (電視節目)
《SONGS》為日本NHK綜合台於2007年4月11日開始播出的音樂節目。

## 節目介紹
以鮮少出現在電視節目上的搖滾、民謠和音樂藝術家為對象，除了現場表演外，也會對嘉賓的人生哲學、歌曲創作背景，以及其他相關內容進行訪談。此節目是比較成熟向的音樂節目，2021年4月以後每回都有嘉賓與節目負責人大泉洋進行對談。

## 播出時間
| 放送日期                       | 放送時間（UTC+9）                     |
| ------------------------------ | ------------------------------------- |
| 2007年04月11日－2010年03月17日 | 每週星期三 23:00 - 23:29 （約29分鐘） |
| 2010年03月31日－2010年06月16日 | 每週星期三 22:55 - 23:24 （約29分鐘） |
| 2010年07月09日－2012年03月28日 | 每週星期三 22:55 - 23:23 （約28分鐘） |
| 2012年04月07日－2015年03月28日 | 每週星期六 23:00 - 23:28 （約28分鐘） |
| 2015年04月04日－2016年03月19日 | 每週星期六 23:30 - 23:58 （約28分鐘） |
| 2016年04月07日－2018年03月08日 | 每週星期四 22:50 - 23:14 （約24分鐘） |
| 2018年04月07日－2021年03月06日 | 每週星期六 23:00 - 23:30 （約30分鐘） |
| 2021年04月08日－2022年03月     | 每週星期四 22:30 - 23:15 （約45分鐘） |
| 2022年04月－迄今               | 每週星期四 22:00 - 22:45 （約45分鐘） |

## 出演人員

### 節目負責人
| 時間                 | 負責人 |
| -------------------- | ------ |
| 2018年05月12日－迄今 | 大泉洋 |

## 外部連結
- SONGS （页面存档备份，存于） （日語）－官方網站
- SONGS （页面存档备份，存于） （日語）－Twitter